# استان ناکون راتچاسیما

نقشهٔ تایلند و جایگاه استان ناخون راتچاسیما.

استان ناکون راتچاسیما یا ناخن راچاسیما که به اختصار کورات یا خورات هم گفته می‌شود یکی از استانهای کشور تایلند است. مساحت آن ۲۰۴۹۴ کیلومترمربع است. جمعیت این استان در سال ۲۰۰۸ بالغ بر ۲۵۶۵۰۰۰ نفر برآورد شده‌ است.
استان راتچاسیما فانوم از نظر تقسیمات کشوری بخشی از ناحیه شمال خاوری تایلند به حساب می‌آید. مرکز این استان شهر ناکون راتچاسیما است.